# Monastère de Sven

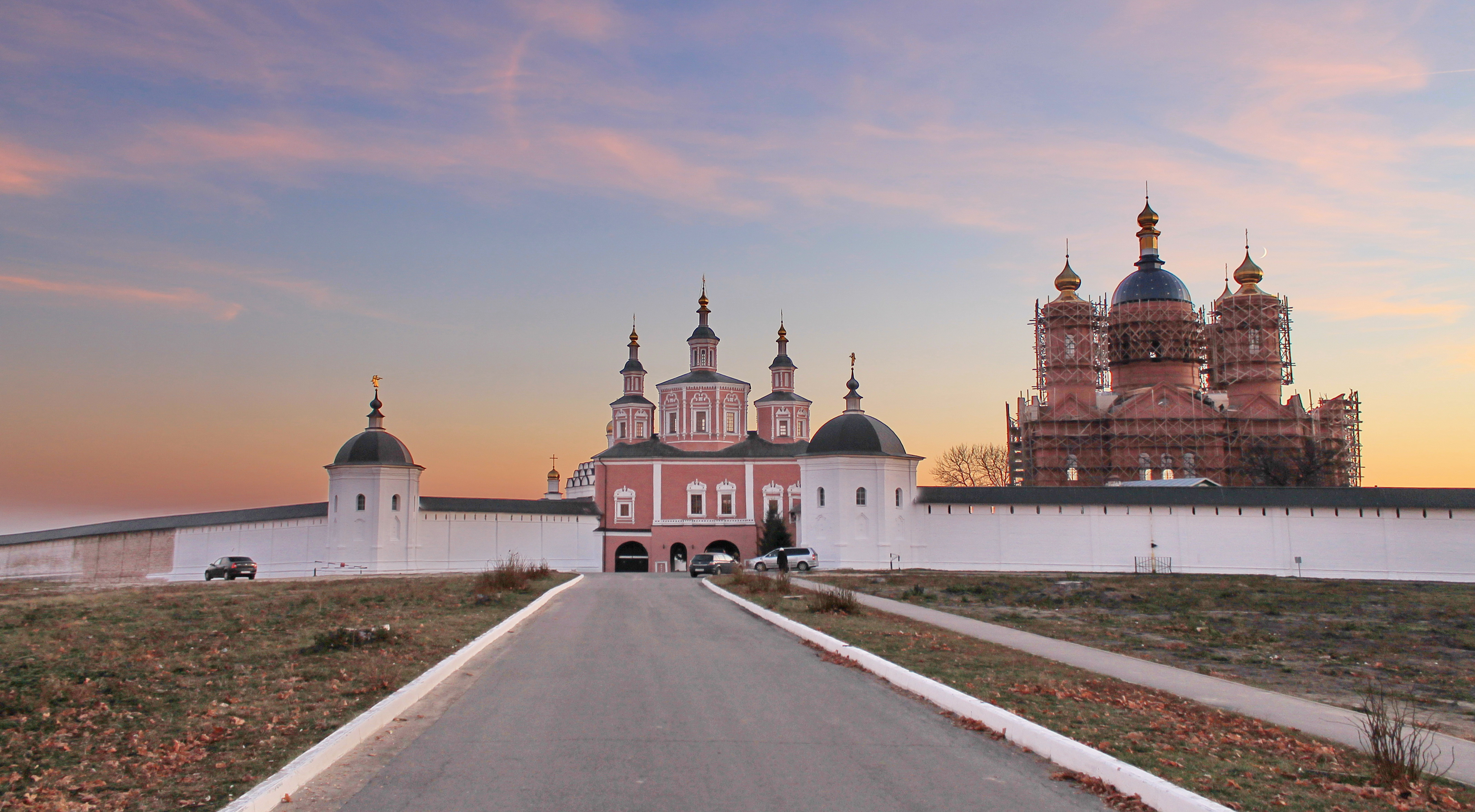
Vue du monastère avec à droite l'église de l'Assomption en reconstruction (2014).

Le monastère de l'Assomption de Sven (Све́нский Успе́нский монасты́рь) est un monastère masculin de l'Église orthodoxe russe situé dans l'éparchie (diocèse) de Briansk au village de Souponevo dans le raïon de Briansk de l'oblast de Briansk.

## Histoire

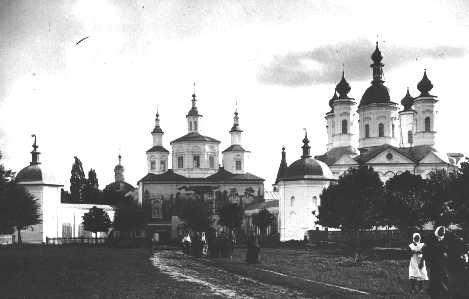
Vue du portail au début du XXe siècle. De g. à dr.: une tour d'angle, l'église Saints-Antoine-et-Théodose, l'église de la Présentation, le clocher, l'église-catholicon de l'Assomption.

Ce monastère est fondé en 1288 par le prince de Briansk, Roman Mikhaïlovitch l'Ancien. Selon la légende, le prince commençait à perdre la vue, lorsqu'il a une vision de l'icône de la Mère de Dieu de la laure des Grottes de Kiev, alors qu'il se trouve au bord de la rivière Sven en chemin vers Kiev pour la prier. Le prince guérit miraculeusement et décide de faire construire un monastère à cet emplacement en l'honneur de la Mère de Dieu.
Les sources écrites de l'existence de ce monastère remontent au XVIe siècle, quand Ivan le Terrible lui donne l'autorisation de faire construire deux églises de pierre, dont l'église Saint-Antoine-et-Saint-Théodose restaurée en 2011. Le monastère est mis à sac en 1583 par les troupes lithuaniennes et saccagé en 1664 par les Tatars. 

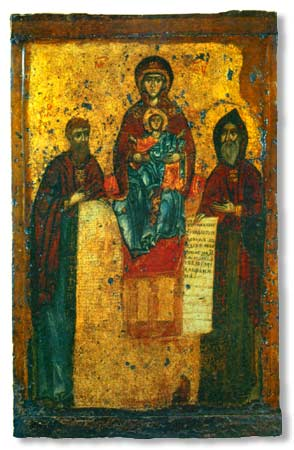
L'icône de la Vierge du monastère de Sven.

L'ensemble architectural du monastère appartient à la tradition baroque. L'église de la Présentation est complètement reconstruite en 1679 et subsiste aujourd'hui. La légende raconte que Pierre le Grand s'y serait rendu passer une nuit. La petite maison où il demeura fut conservée jusqu'au début du XXe siècle et un chêne de cette époque (appelé le chêne de Pierre) se dresse devant le monastère. 

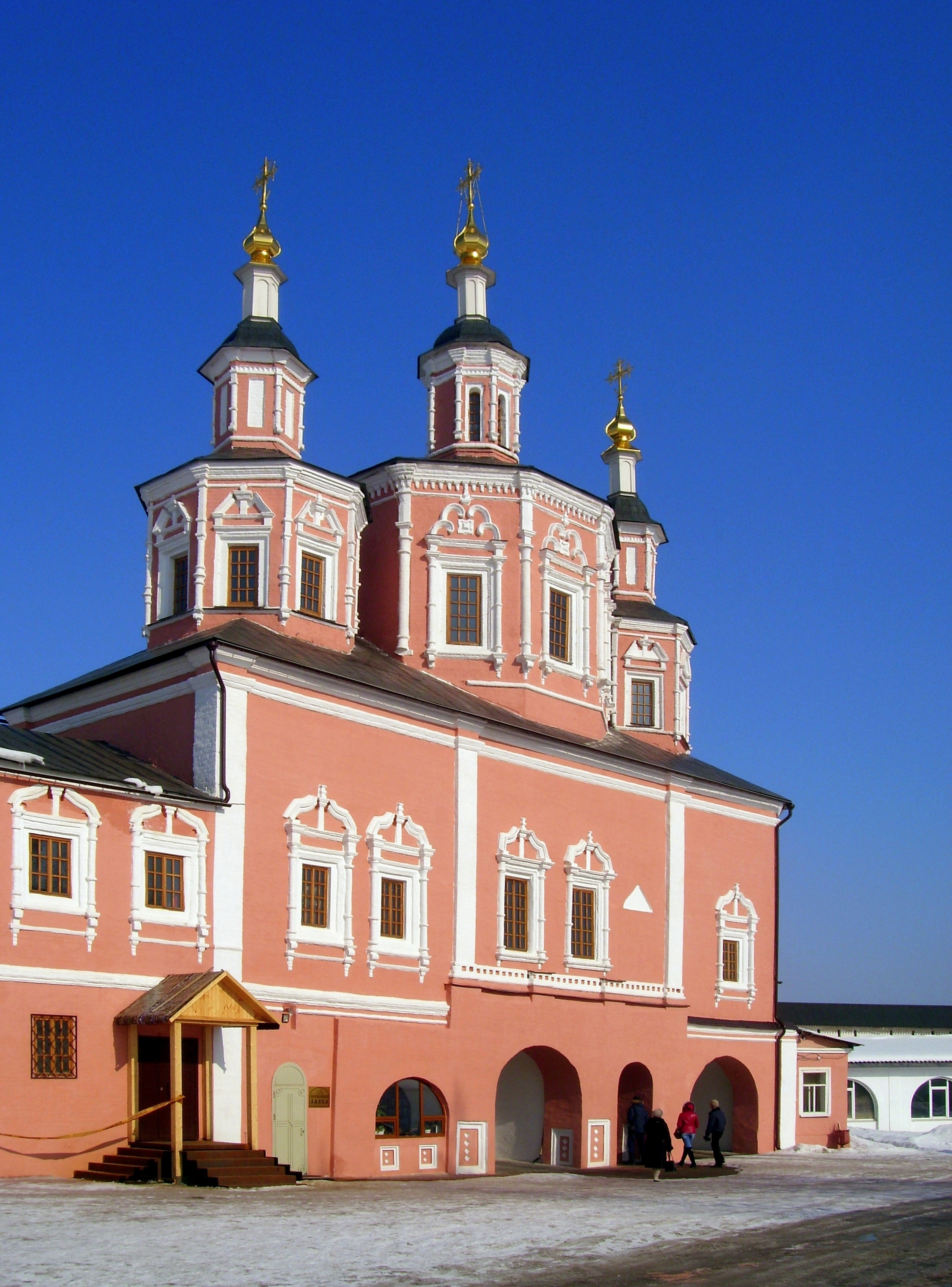
L'église-porte de la Présentation.

Entre 1681 et 1786, le monastère dépend de la laure des Grottes de Kiev et prend le nom de « Novo-Petchersky », c'est-à-dire nouveau monastère des Grottes. C'est à cette époque qu'est construite l'église-porte de la Transfiguration du Sauveur (en 1742) et la monumentale église-catholicon dédiée à l'Assomption (1758, détruite en 1930). Un marché se tenait devant les remparts du monastère; c'était l'un des plus importants de Russie occidentale. 
Lorsque le monastère reprit son indépendance, il reprit le nom de monastère de Sven (Svensky) et dans le manifeste de 1764 sur la sécularisation des terres monastiques, il est rangé dans la troisième classe. 
L'icône de la Mère de Dieu (avec saint Antoine et saint Théodose) est transférée à Moscou après la révolution de  1917 à la galerie Tretiakov. Elle est l'œuvre d'Olympe des Grottes de Kiev (XIe siècle). 
Le monastère commence à être fermé petit à petit par les autorités bolchéviques dans les années 1920 et ferme définitivement en 1926. Une grande partie du monastère (dont l'église-catholicon de l'Assomption) est détruite.
Le monastère retourne à l'Église orthodoxe russe en 1992 et sa restauration commence. La nouvelle église de l'Assomption est terminée en septembre 2019. Le 20 octobre 2019, le patriarche Cyrille la consacre solennellement.

## Supérieurs
Supérieurs du monastère de Sven:
- Joseph (Neïelov) (1587-1594/1595)[5]
- Higoumène Jonas
- Job (Tchelioustkine) (1618-1635), bâtisseur
- Higoumène Ignace
- Marcel (1679-1680)
- Hiéromoine Jean de Tobolsk — 1681(?)-1695
- Athanase (Mislavski) (jusqu'au 1er février 1700)
- Luc (Belooussovitch) (1749?-1752)[5]
- Gervais (1749?-1752)
- Hiérothée (1752-1755)
- Ignace (Voïtsekhovitch) (1755-1760)
- Higoumène Hercule (Liatochevitch) (1760-1766)
- Higoumène Caliste (1766-?)
- Higoumène Pallas (1770-1787)
- Higoumène Modeste (1787-1796)
- Higoumène Nikon II (1796-1797)
- Higoumène Éléazar (1798)
- Higoumène Théodose II (1799)
- Higoumène Manuel (1800—1801)
- Higoumène Israël (Zviaguintsev) (1801-1802)
- Higoumène Philarète (Amfiteatrov) (1802-1804)
- Higoumène Denis (Tsvetaïev) (1804-1805)
- Higoumène Ambroise Ier (1806-1808)
- Higoumène Ambroise II (1809-1833)
- Higoumène Serge (1833)
- Higoumène Dometius (ou Domice) (1833-1835)
- Higoumène Benoît (1837-1839)
- Archimandrite Smaragd (1842-1859†), inhumé au monastère de Sven.
- Archimandrite Hiérothée (Dobritski) (1860-1882†), inhumé au monastère de Sven.
- Higoumène Philarète (Iatsenko) (18 mai 1905 — 10 mars 1908)
- Higoumène Gervais (?-1917†)
- Archimandrite Alexis (Zamaraïev) (1918-1921)
- Archimandrite Nicodème (Aniskine) (1992-2010)
- Higoumène Mitrophane (Okhalov) (2010-2012)
- Higoumène Alexis (Tiourine) (2012-2020†)[6]
- Higoumène Tikhon (Kolesniak) (depuis le 17 juin 2021)[7].

## Photographies

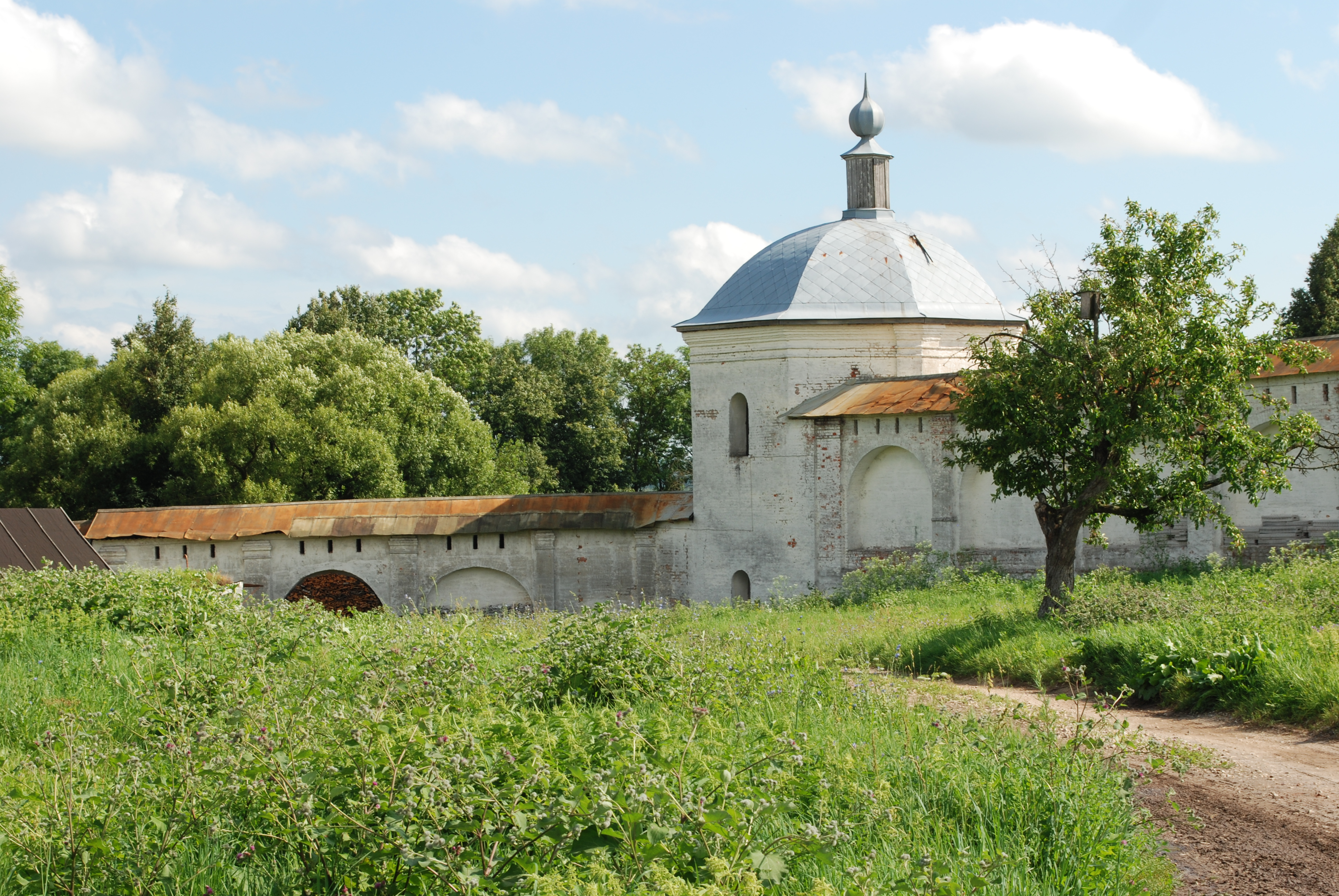
Une tour.
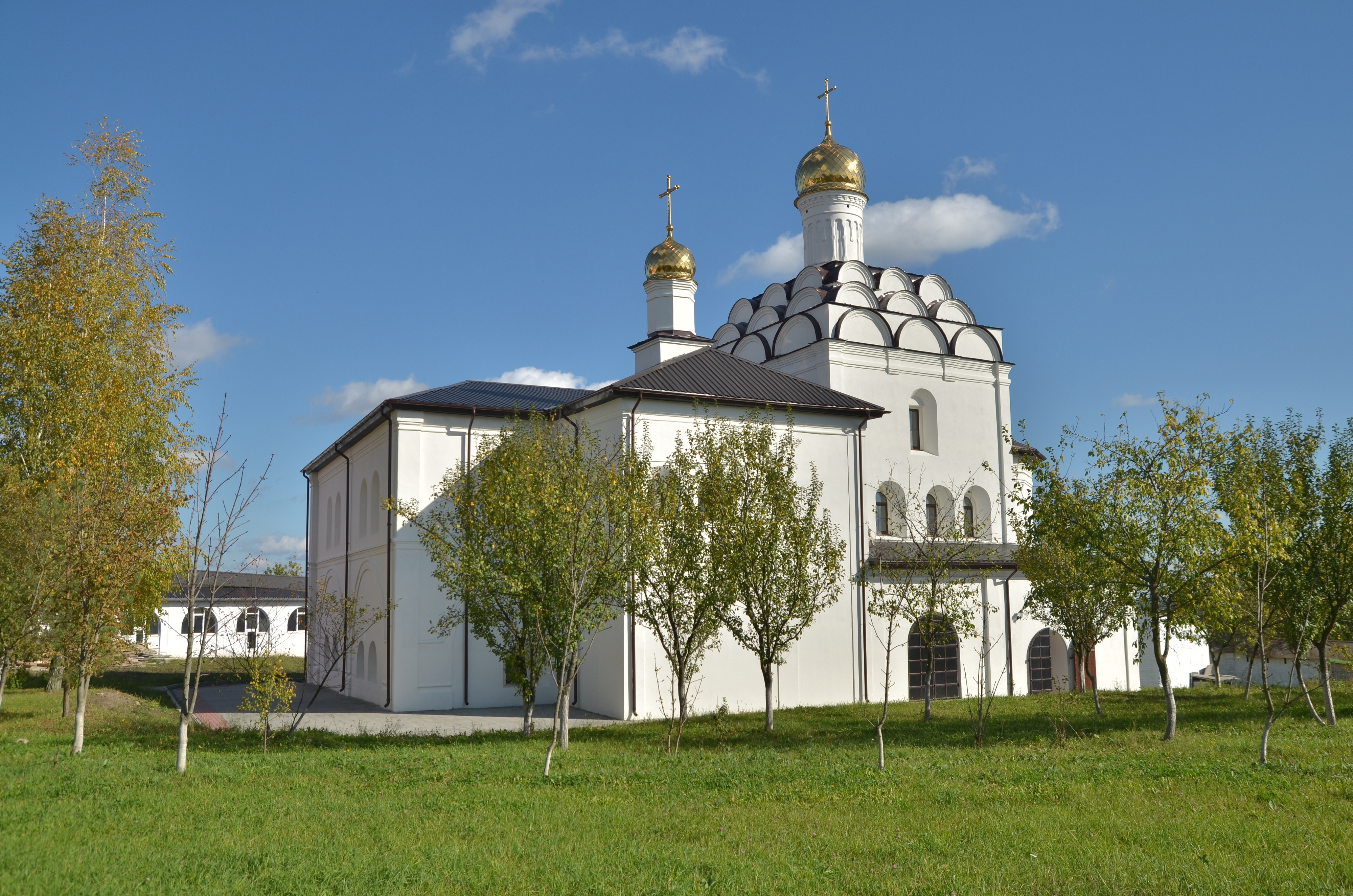
La nouvelle église Saint-Antoine-et-Saint-Théodose.
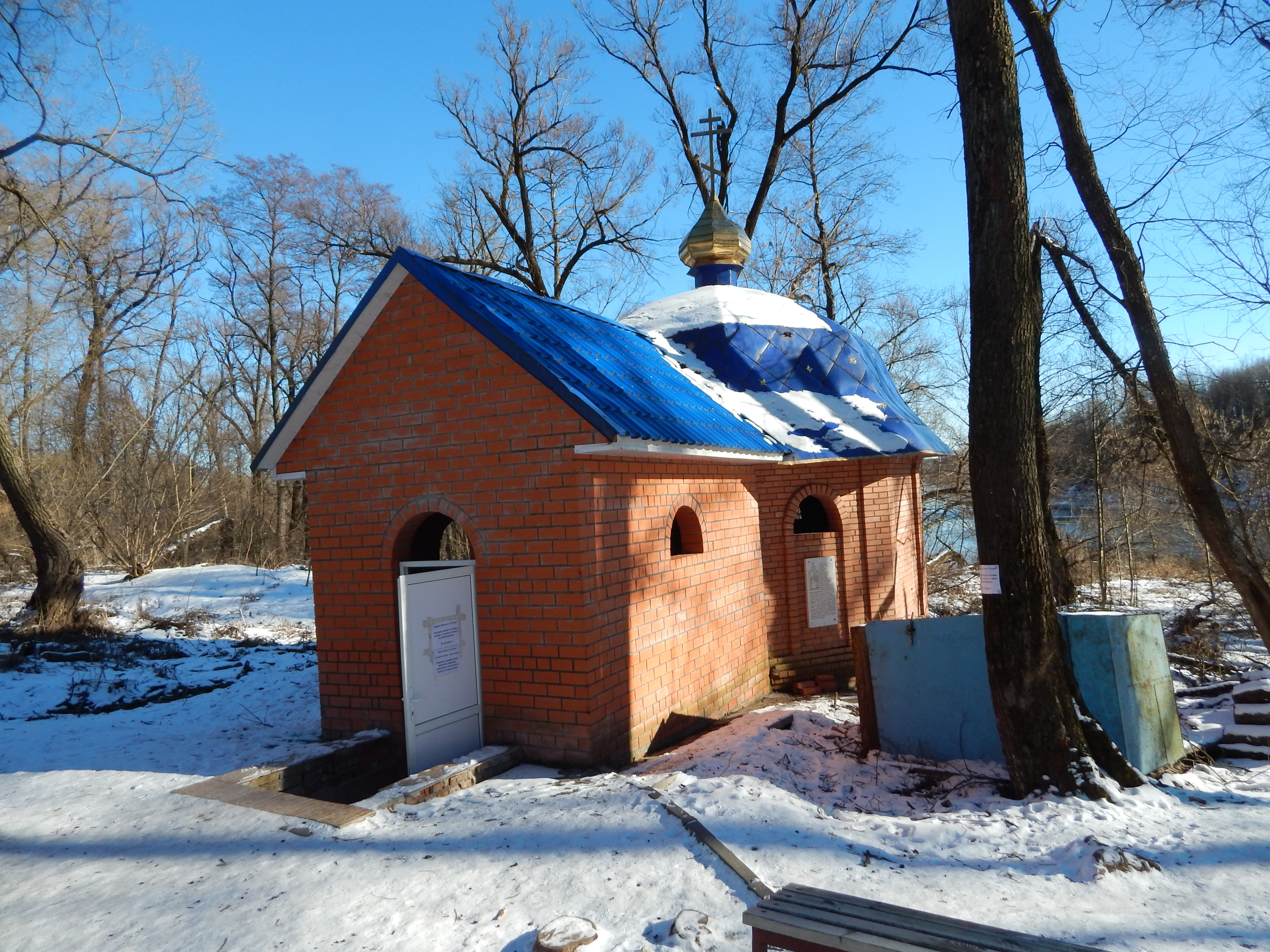
Bains.
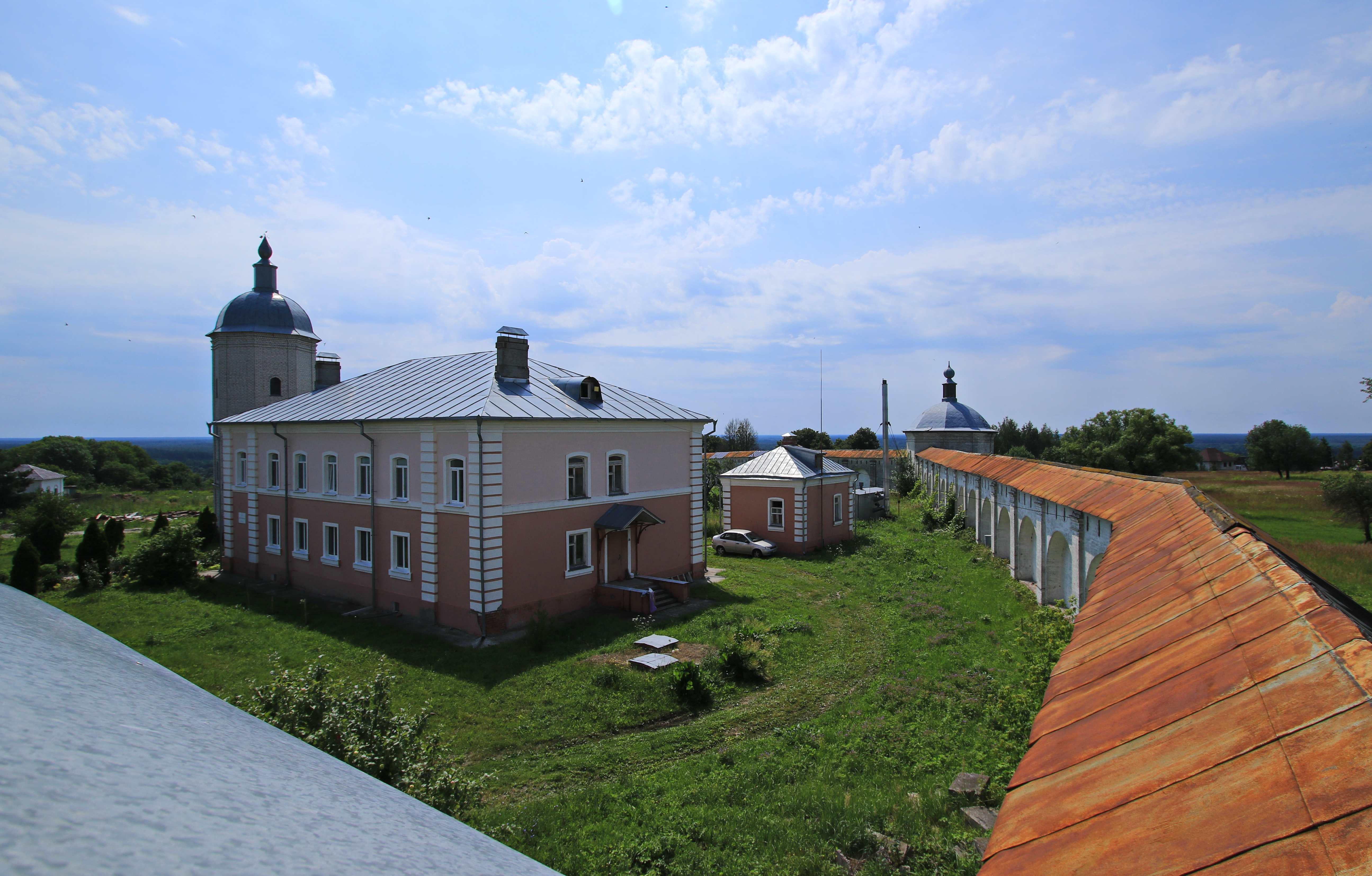
Bâtiments monastiques.
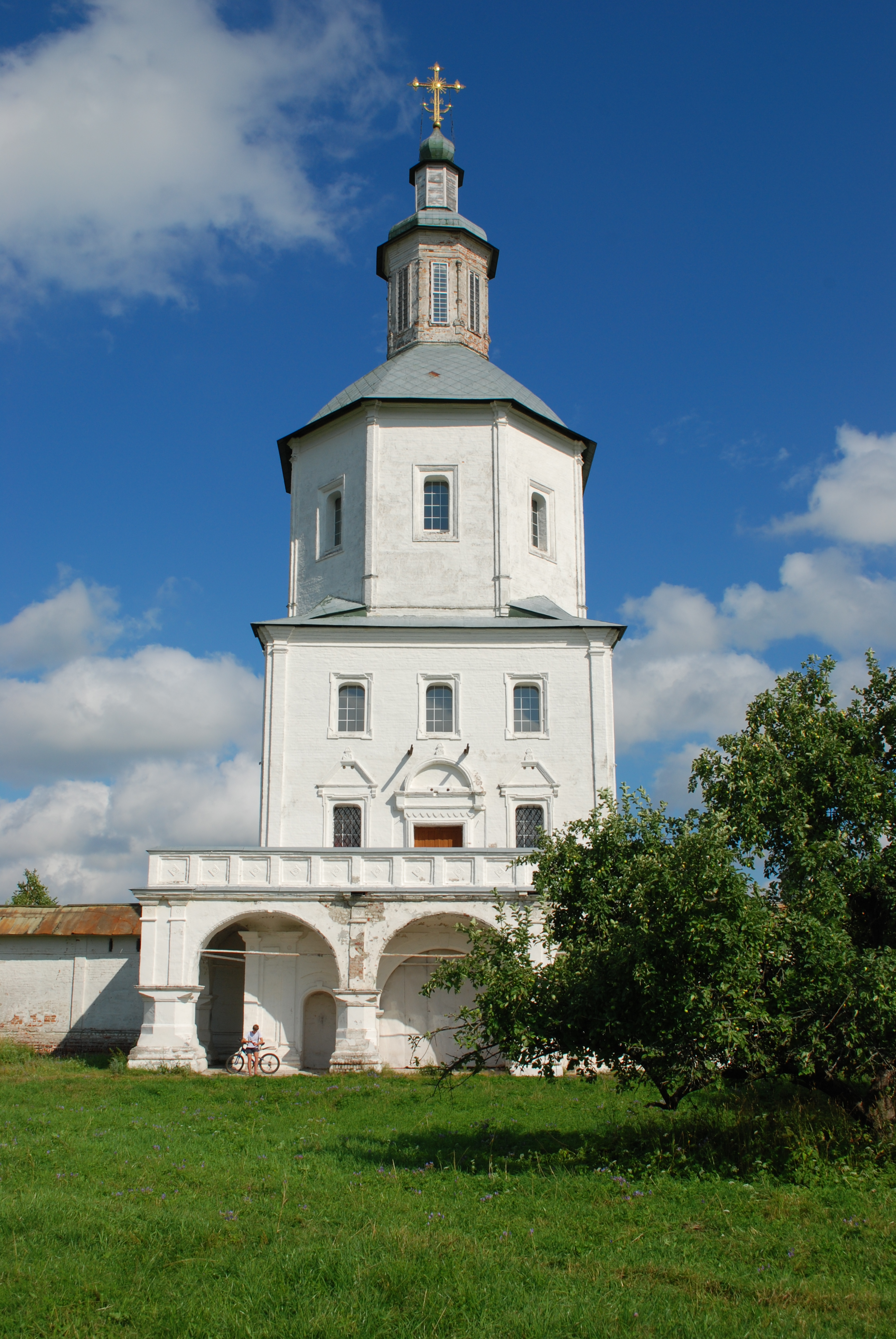
Église de la Transfiguration-du-Sauveur.